# Политехника (футбольный клуб, Яссы, 1945)
«Полите́хника Яссы» (рум. Fotbal Club Politehnica Iaşi) — бывший румынский футбольный клуб из города Яссы. Основан в 1945 году, расформирован в 2010 году. Домашние матчи проводил на стадионе «Эмил Александреску», вмещающем 11 390 зрителей.

## История
Клуб был основан 27 апреля 1945 года группой студентов, как «Спортул Студенцеск Яссы», а через месяц впервые получил название «Ассоциация Спортива Политехника Яссы». Он играл в высшей и второй лигах Румынии. Всего в высшей лиге клуб провёл 28 сезонов в периоды: 1960–61, 1962–1967 (под названием «КСМС Яссы»), 1968–1972, 1973–1981, 1982–1985, 1995–96 и 2004–2010.

### Недавняя история
«Политехника» начала сезон 2004/05 с двумя набранными очками в восьми турах. После смены тренера Василе Симионаса на Ионуца Попа, «Политехника» выиграла следующий матч на выезде у «Стяуа Бухарест», а Адриан Кристя забил единственный гол в матче. Команда постепенно поднялась со дна таблицы и заняла 9-е место с 38 очками.
В кубке Румынии они вылетели в первом раунде, проиграв «УТА Арад» со счётом 0:1.
Сезон 2005/06 был относительно успешным для команды, целью которой было избежать вылета. «Политехника» проиграла оба матча будущему чемпиону «Стяуа» и выездной матч с занявшим второе место «Рапид Бухарест» со счётом 0:1. Они также проиграли дома 0:2 «Динамо Бухарест». Однако во втором круге сыграли вничью с ослабленным «Динамо» 1:1, после гола во втором тайме Даниэля Редника. «Политехника Яссы» в итоге финишировала 10-й с 39 очками.
В кубке Румынии «Политехника» вышла в четвертьфинал, выбив «Унирю Деж» 2:0 и победив «Васлуй» 2:1 в дополнительное время. Они вылетели в матче «Рапидом», после гола забитого на последней минуте и после того, как судья не засчитал спорный гол, забитый «Политехникой» во втором тайме.
В течение сезона «Политехника» столкнулась с серьёзными финансовыми проблемами, которые привели к невозможности покупки лучших игроков для команды и трудностям с получением клубной лицензии, необходимой для игры в сезоне 2006/07 в Лиге I. Лицензия всё же была получена благодаря усилиям председателя и мэра Яссы Георге Ничита.
«Политехника Яссы» начала сезон с теми же финансовыми проблемами, в результате чего в предсезонный период к команде присоединились только четыре игрока, а многие зарплаты и долги были выплачены с опозданием. К тому же конфликт между Георге Ничита и префектом Яссы Раду Присэкару по поводу государственного финансирования клуба и вмешательство прессы придало атмосферу пикантности. Несмотря на все проблемы, «Политехника» удерживалась в шестёрке лучших команд после первых 12 матчей и не проигрывала восемь матчей подряд (семь в Лиге I и один кубковый матч), играя дома вничью со «Стяуа» 1:1, «Рапидом» и «Политехникой Тимишоара» 0:0. После последовало одно очко в семи матчах, за которым была одержана выездная победа со счетом 4:0 над местным соперником «Чахлэулом». В итоге «Политехника» заняла 13-е место с 40 очками.
Команда квалифицировалась во второй раз подряд в четвертьфинал кубка Румынии, победив «Университатю Клуж» 2:1 и «Фарул Констанца» 1:0, однако вылетели проиграв «Политехнике Тимишоара» со счётом 1:2.
По окончании сезона 2009/10 «Политехника» вылетела из Лиги I.

### Расформирование
После понижения в 2010 году клуб стал банкротом из-за долгов, накопленных за предыдущие годы.
Футбольную традицию в Яссах продолжила «Политехника Яссы (2010)», которая считает себя преемником «Политехники». В 2018 году они получили право использовать логотип и название «Политехники».

## Достижения
Лига II
- Победитель (6): 1959/60, 1961/62, 1967/68, 1972/73, 1981/82, 2003/04
- Серебряный призёр (4): 1985/86, 1986/87, 1987/88, 1993/94

## Известные игроки
Полный список игроков клуба «Политехника Яссы», о которых есть статьи в Википедии, см. здесь
- Аугустин Деляну (1963—1969)
- Мирча Константинеску (1963—1970)
- Константин Молдовяну (1969—1972)
- Василе Симионаш (1969—1984)
- Михай Ромилэ (1971—1983)
- Даниэл Панку (1994—1996)
- Иринел Ионеску (1996—2007)
- Валериу Бордяну (1997—1999, 2005—2007)
- Мариус Онофраш (1998—2000, 2004—2006)
- Адриан Кристя (2000—2004)
- Мариус Пэкурар (2002—2005)
- Адриан Илие (2002—2006, 2007, 2008—2010)
- Дорел Бернард (2002—2007)
- Кристиан Брэнет (2003—2010)
- Адриан Тома (2004—2008)
- Богдан Онуц (2004—2009)
- Ромулус Микля (2004—2010)
- Пол Тинку (2004—2010)
- Алехандро Гаваторта (2005—2007, 2008—2009)
- Раду Чобану (2005—2008)
- Себастьян Сфырля (2006—2009)
- Корнел Бута (2006—2010)
- Кристиан Мунтяну (2007—2010)
- Киприан Миля (2007—2010)
- Доминик Бершняк (2008—2010)